# Kerri Pottharst
Kerri Pottharst OAM (Adelaida, Austràlia 1965) és una jugadora de voleibol platja australiana, guanyadora de dues medalles olímpiques.

## Biografia
Va néixer el 25 de juny de 1965 a la ciutat d'Adelaida, població situada a la regió australiana d'Austràlia Meridional. L'any 2000 fou guardonada amb el títol de l'Orde d'Austràlia.

## Carrera esportiva
Va participar, als 31 anys, en els Jocs Olímpics d'Estiu de 1996 ralitzats a Atlanta (Estats Units), aconseguint la medalla de bronze en la competició femenina juntament amb Natalie Cook. En els Jocs Olímpics d'Estiu de 2000 realitzats a Sydney (Austràlia) aconseguiren la medalla d'or, imposant-se en la final a la parella brasilera.
Després de retirar-se tornà a la competició per participar en els Jocs Olímpics d'Estiu de 2004 realitzats a Atenes (Grècia) on, formant parella amb Summer Lochowicz, finalitzà en novè lloc.